# Leea krukoffiana
Leea krukoffiana är en vinväxtart som beskrevs av Colin Ernest Ridsdale. Leea krukoffiana ingår i släktet Leea och familjen vinväxter. Inga underarter finns listade i Catalogue of Life.